# Хойер, Корнелиус
Корнелиус Хойер (дат. Cornelius Høyer; 26 февраля 1741, Hellebæk, Хельсингёр — 2 июня 1804) — датский художник, портретный миниатюрист. 

## Биография

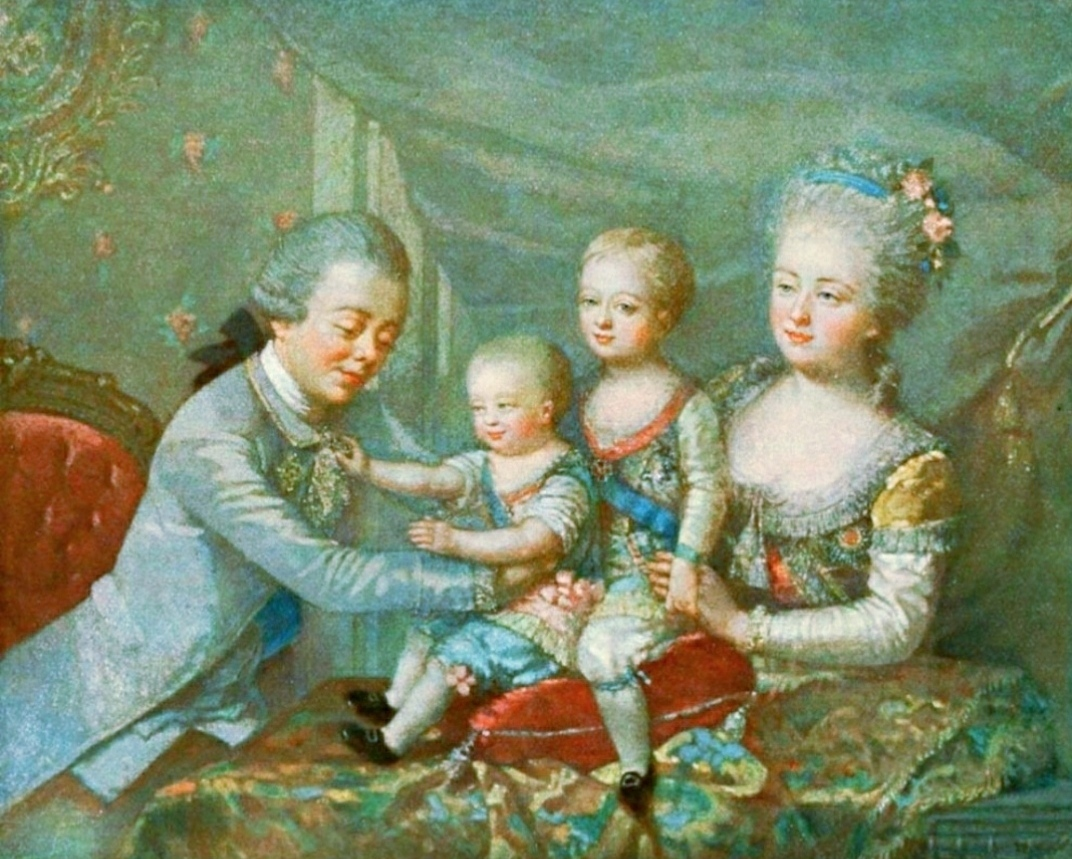
Цесаревич Павел Петрович с супругой и сыновьями Александром и Константином

Родился в 1741 году. Учился в Датской королевской академии художеств в Копенгагене, которую незадолго перед тем (1754) основал архитектор Н. Этвейд, а затем продолжил своё обучение в Париже, Риме и Дрездене. Среди учителей Хойера были ведущие портретисты своего времени: Карл Густав Пило и Луи Токке.
Хойер специализировался на создании портретных миниатюр на слоновой кости (однако, иногда также работал пастелью) и был широко востребован как в Дании, так и за её пределами. Он был избран членом нескольких иностранных Академий художеств, прежде чем в 1770 году удостоился такой же почести от Датской академии. В дальнейшем он стал её непременным секретарём. Хойер являлся датским придворным художником, преподавал живопись в Академии, что совмещал с другими своими обязанностями.
Однако, он был известен неуживчивым характером: развёлся с женой, что являлось редкостью в то время, постоянно ссорился со своими коллегами, и в 1804 году, после конфликта с Альбигором, был уволен в отставку с поста непременного секретаря Академии. 
Скончался Хойер несколько позднее в том же году.

## Галерея

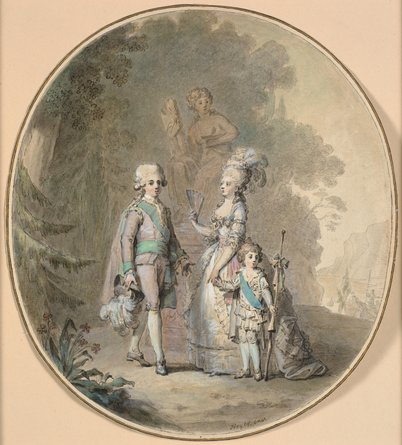
Король Швеции Густав III со своим семейством
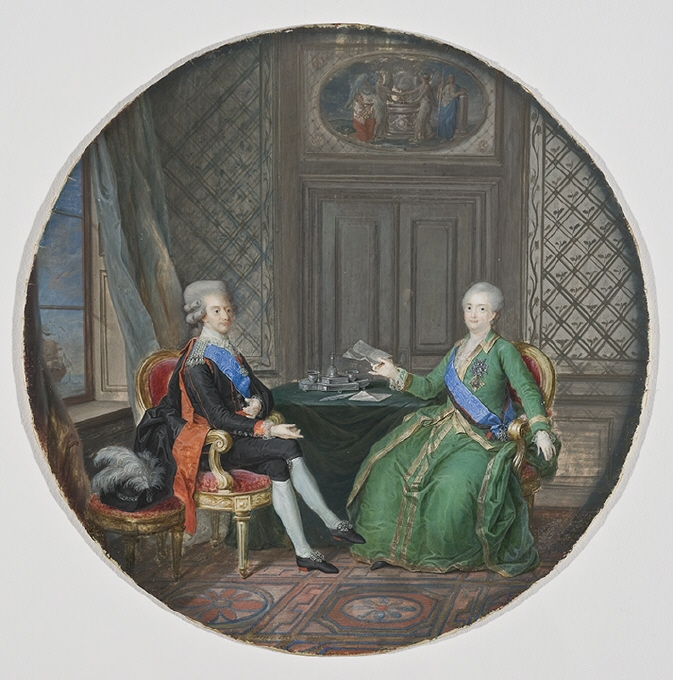
Екатерина II и Густав III
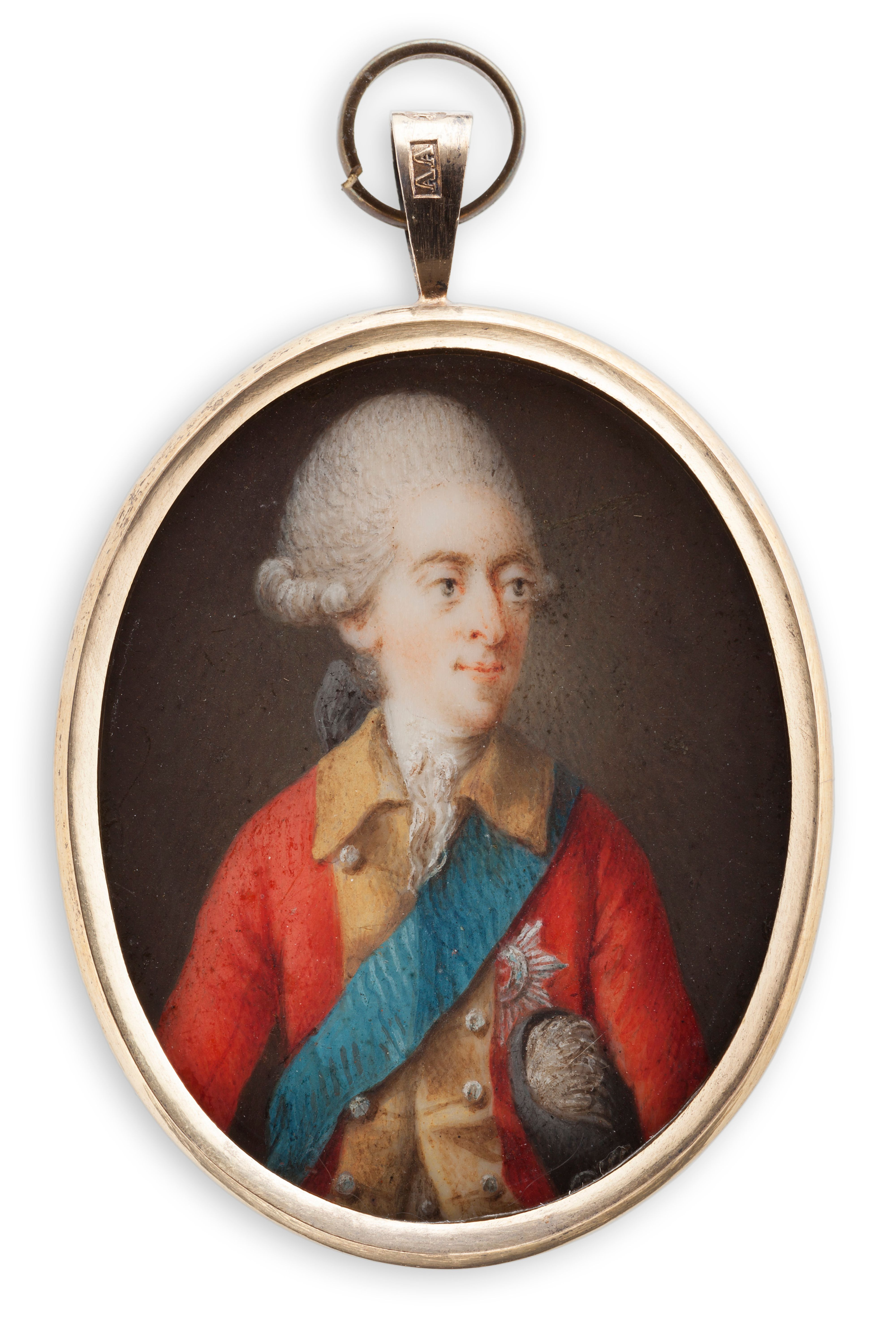
Король Дании Кристиан VII
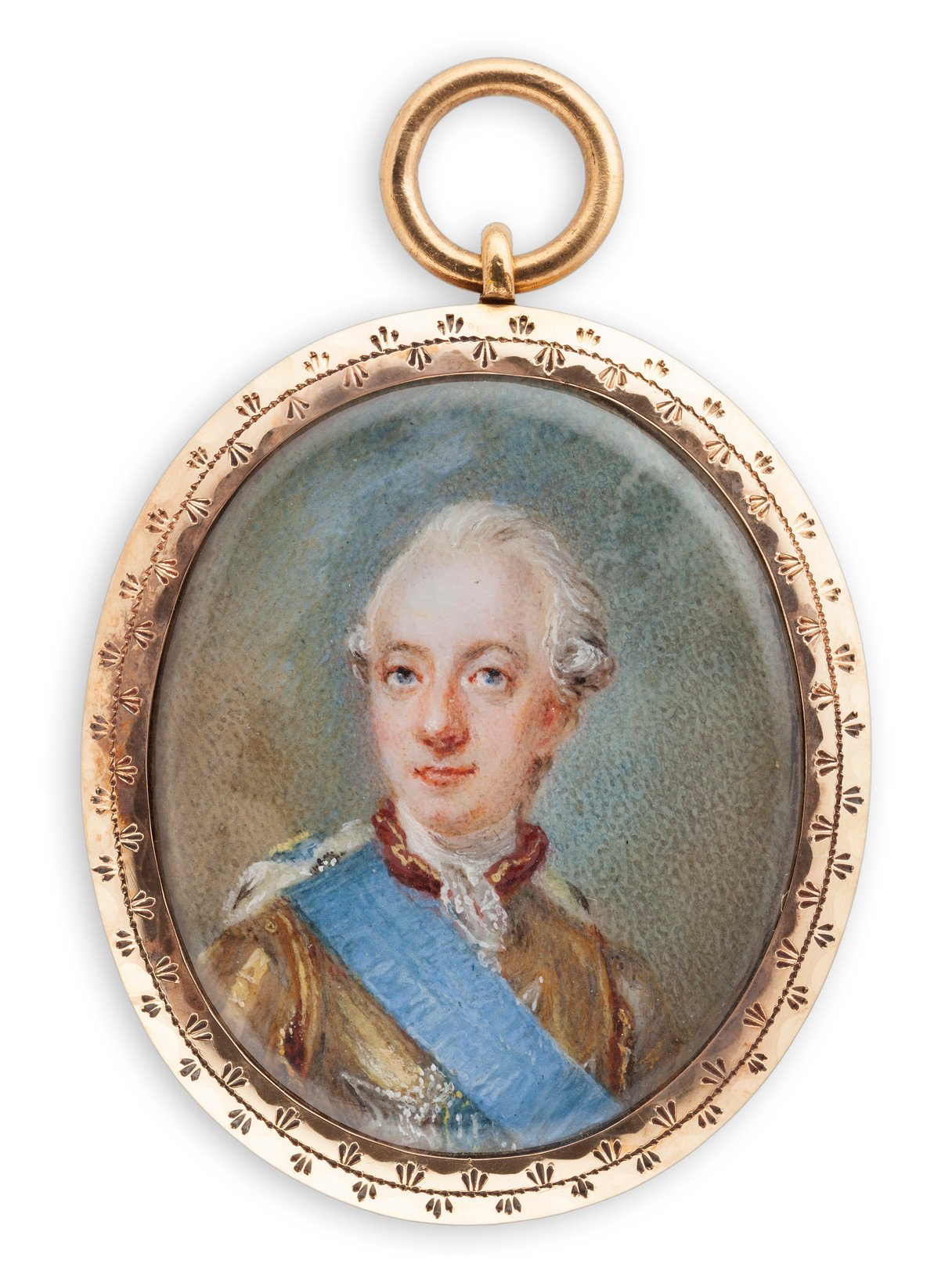
Король Швеции Карл XIII
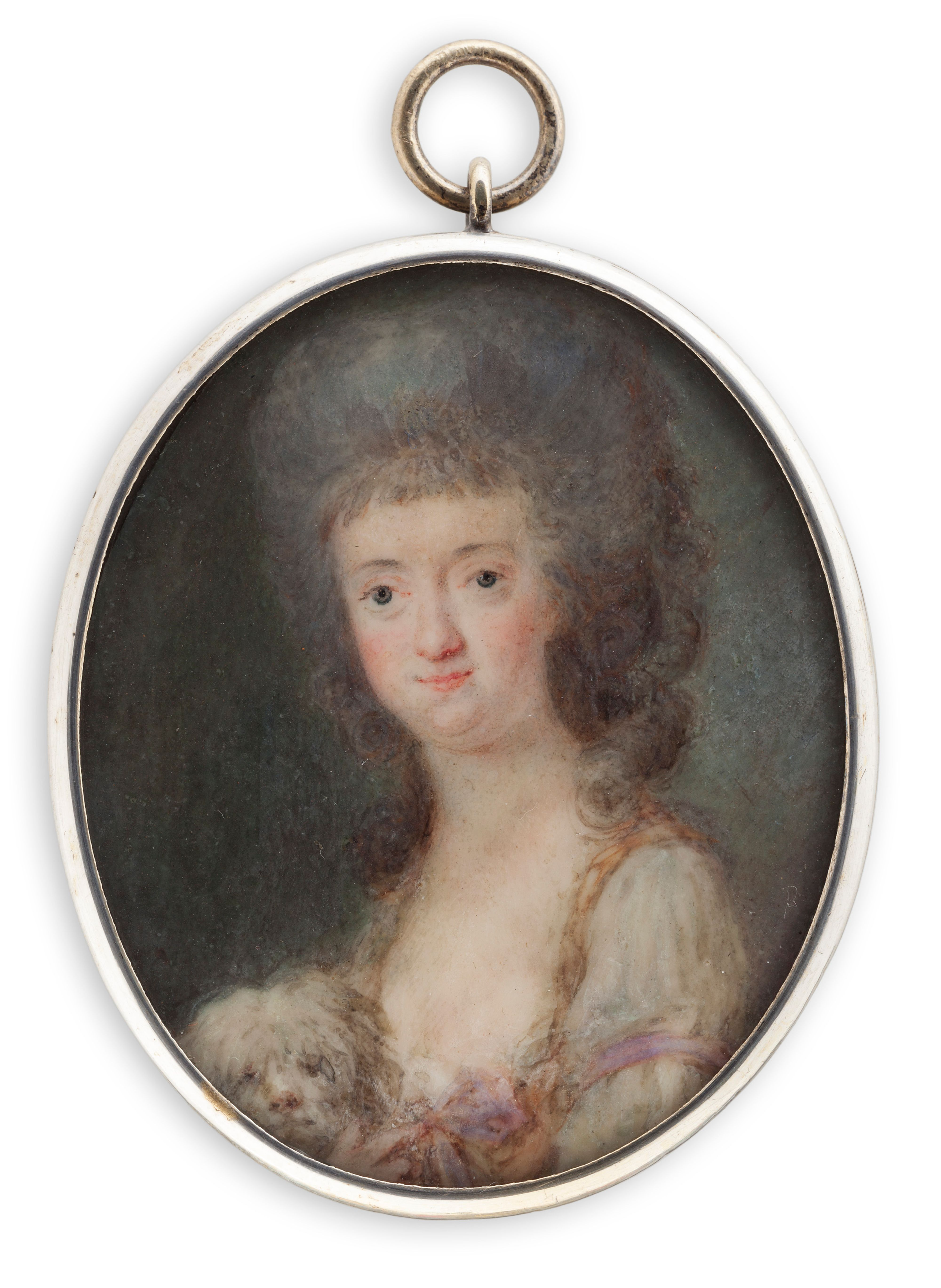
Принцесса София Альбертина Шведская
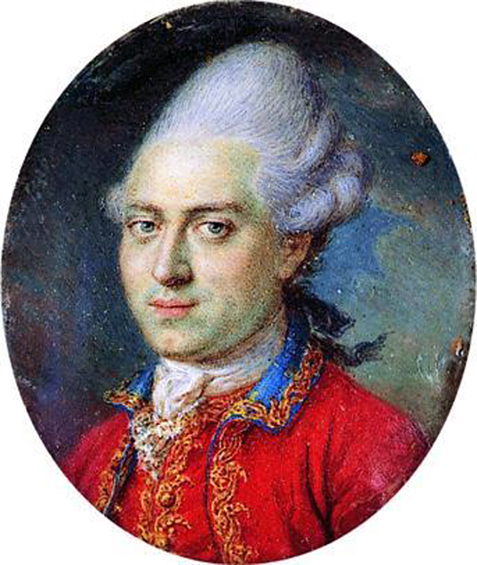
Иоганн Фридрих Струэнзе
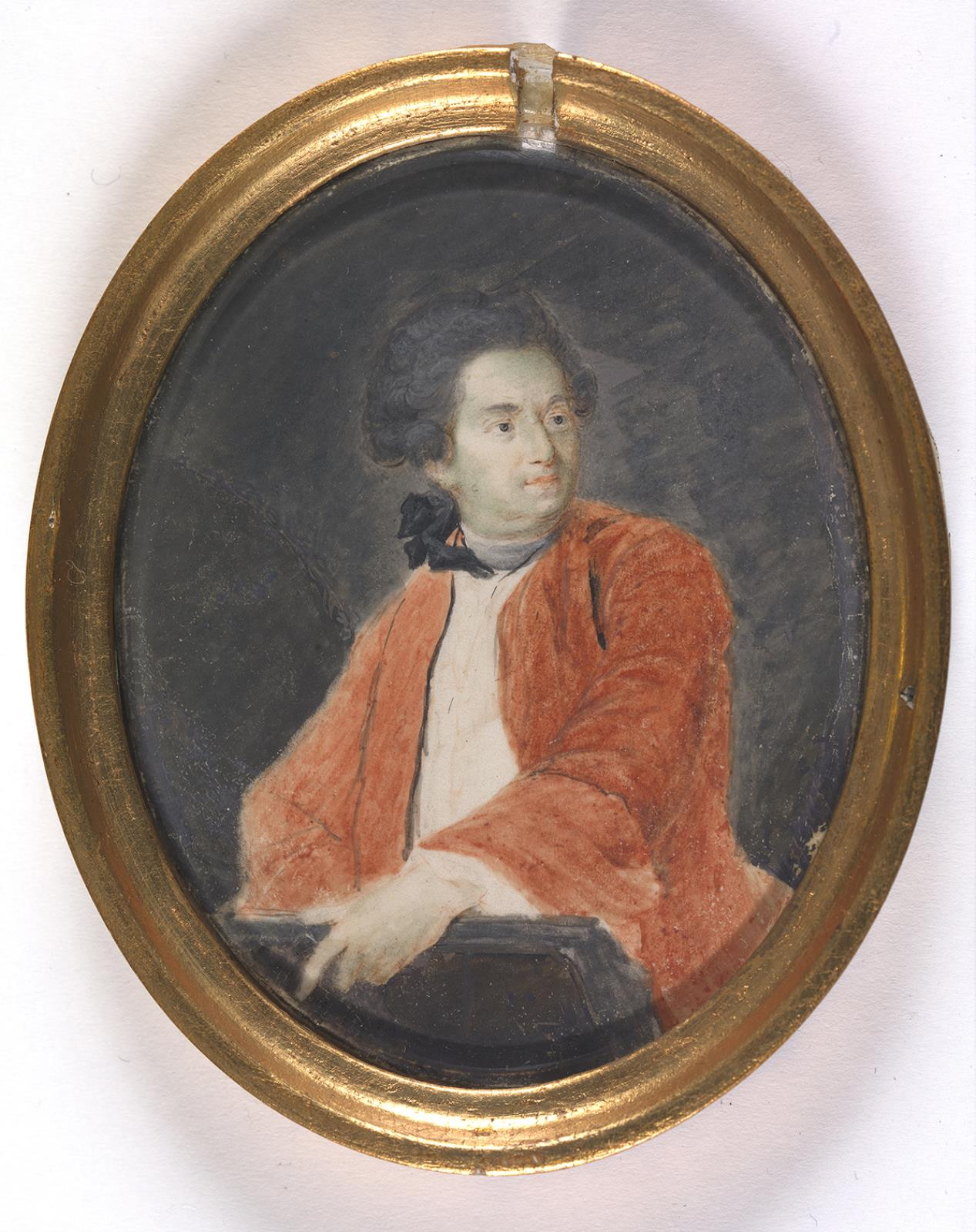
Карл Густав Пило